# Jurij Zezulkin
Jurij Zezulkin (ur. 16 sierpnia 1971 w Mińsku) – białoruski szachista, reprezentant Polski od 2010, arcymistrz od 1999 roku.

## Kariera szachowa
W 1989 r. zdobył tytuł mistrza Białorusi juniorów do 18 lat. W kolejnych latach odniósł szereg sukcesów w turniejach międzynarodowych, m.in. dz. I m. w Krakowie (1990), dz. I m. w Malmö (1992), dz. I m. w Göteborgu (1992), I m. w Karlstadzie (1992), I m. w Policach (1995, memoriał Tadeusza Gniota), I m. w Częstochowie (1996), dz. I m. w Litomyślu (1997), dz. I m. w Postbauer-Heng (1999), dz. I m. w Pasawie (1999, wspólnie z m.in. Bartoszem Soćko) oraz dz. I m. w Krakowie (1999/2000, turniej Cracovia).
W latach 2000, 2001, 2003, 2004 i 2005 pięciokrotnie triumfował w turniejach Äskulap w Görlitz. W 2001 r. podzielił I m. w turnieju Jantar Bałtyku w Rowach, natomiast w 2002 r. zwyciężył w Mielnie i Łebie. W 2003 r. podzielił I m. w Kołobrzegu (wraz z Moniką Soćko, Władimirem Małaniukiem i Klaudiuszem Urbanem) oraz ponownie w Rowach. W 2004 r. zwyciężył (wraz z Klaudiuszem Urbanem) w Kołobrzegu oraz osiągnął jeden z największych sukcesów w karierze, zwyciężając w turnieju Porzellan Cup w Dreźnie (przed m.in. Władimirem Jepiszynem, Igorem Glekiem i Lewonem Aronianem). W 2009 r. podzielił I m. (wspólnie z m.in. Dominikiem Orzechem) w Krynicy-Zdroju.
Mieszka w Polsce, od 2010 r. na arenie międzynarodowej reprezentuje barwy tego kraju. Jest założycielem firmy szachowej „Caissa”, która zajmuje się organizacją cyklu turniejów Caissa Pol Tour oraz prowadzi sklep szachowy. Pełni funkcję wiceprezesa do spraw sportowych Lubuskiego Związku Szachowego. Reprezentuje klub „Odrodzenie” Kożuchów. Występuje również w ligach Czeskich, w swoim dorobku posiada m.in. srebrny i brązowy medal drużynowych mistrzostw Czech (w barwach „Vysehradu” Praga).
Najwyższy ranking w karierze osiągnął 1 lipca 2004 r., z wynikiem 2558 punktów zajmował wówczas piąte miejsce wśród białoruskich szachistów.